# Crazy Frog
Crazy Frog är marknadsföringstiteln på en animering med det ursprungliga namnet The Annoying Thing, vidareutvecklad av Erik Wernquist. Det tyska företaget Jamba! (ägt av Verisign) fick 2005 licens på ljudet och animeringen för användning till mobiltelefoner och har sedan dess tjänat uppskattningsvis 14 miljoner pund på ringsignalen. Ursprungligen härstammar animationen ifrån signaturen "GWolf".
Daniel Malmedahl, en datorförsäljare från Mellerud, skapade ljudet 1997 när han härmade en tvåtaktsmoped. Malmedahl är känd för sin förmåga att härma motorljud. Han var med via telefon i ett avsnitt av TV-programmet Wimans by Night på ZTV den 27 maj 2001 och gjorde där en del av sina ljud.

## Crazy Frog på CD
- 2005: Crazy Hits
- 2009: We Are The Champions (Ding-A-Dang-Dong)
- 2010: Crazy Frog Christmas Funny
- 2012: More Crazy Hits - Ultimate Edition